# Склерит (заболевание)

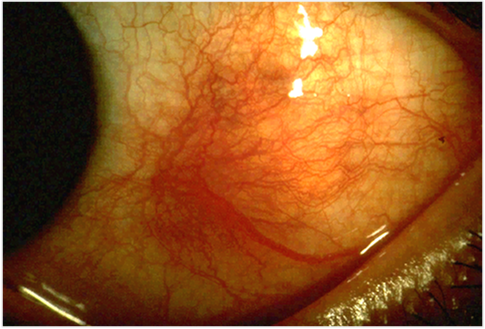
Воспаление склеры

Склери́т — острое аутоиммунное воспаление глубинных слоёв склеры глаза. Сопровождается резким раздражением глаза, болью и образованием в склере инфильтрата. Часто приводит к возникновению кератита и иридоциклита. При ненадлежащем лечении может наступить ухудшение зрения вплоть до полной потери.

## Причины
- Ревматизм
- Осложнение при туберкулёзе
- Бруцеллёз
- Вирусные и другие инфекции.

## Лечение
- антибиотики
- гормональные препараты
- физиотерапия